# 主配線盤

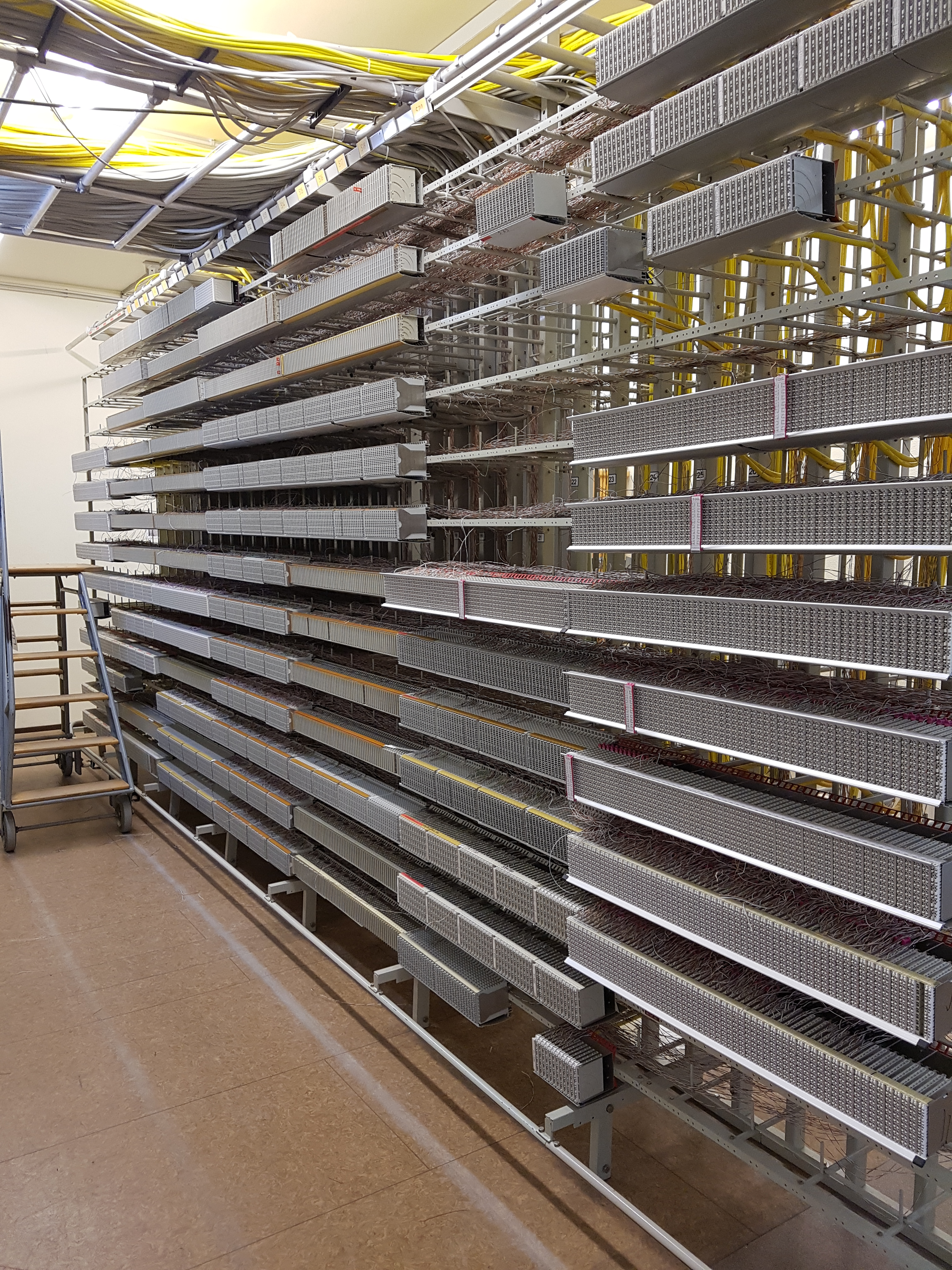
主配線盤

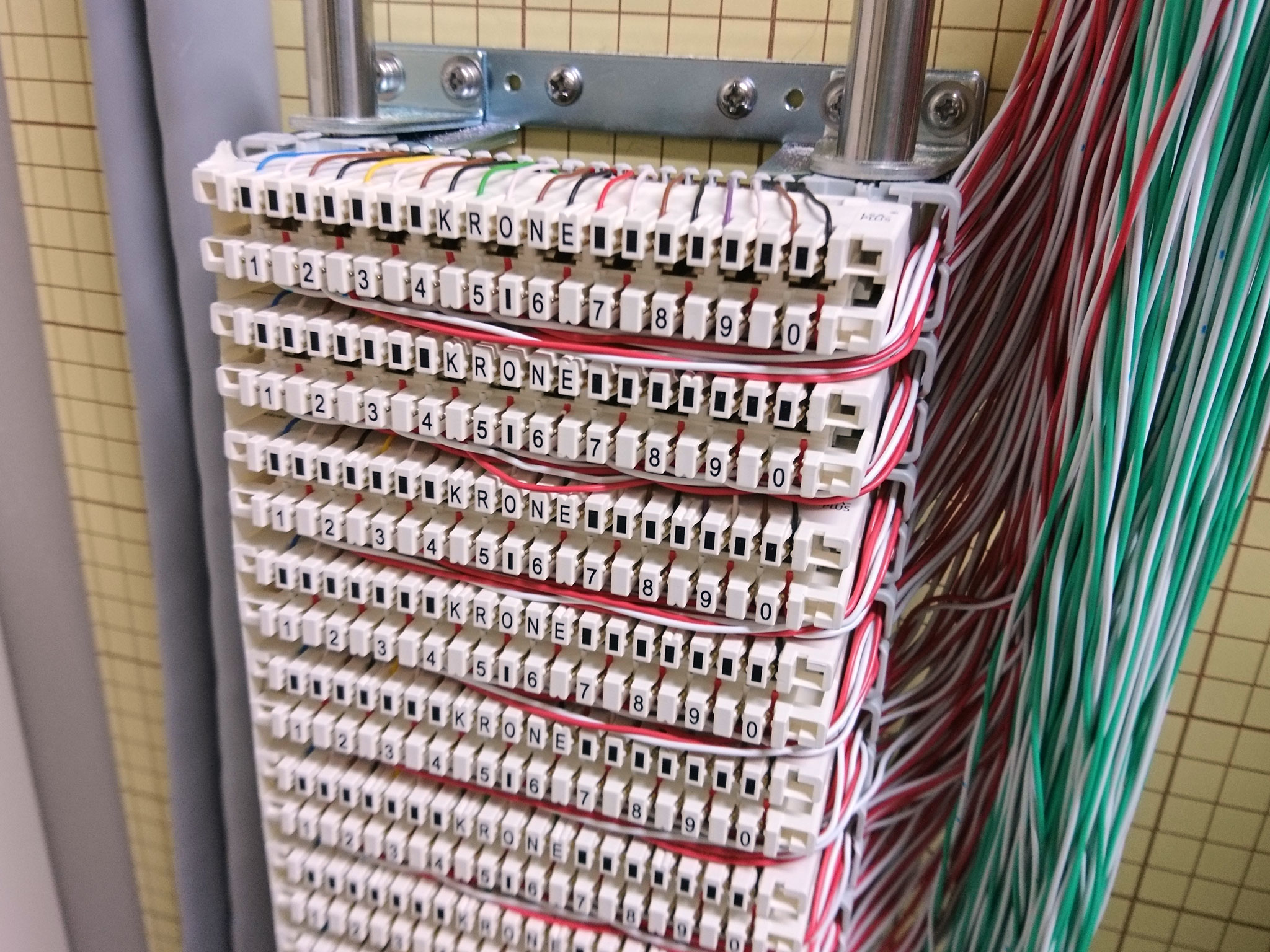
パンチダウンブロック式端子のクローネ LSA-PLUS

主配線盤（しゅはいせんばん）は、電話局や集合住宅・オフィスビル等に設置される、通信線路の集線盤である。MDF (Main Distributing Frame) とも表記する。将来必要と予想される配線数の多芯ケーブルを幹線として配線し盤に接続しておき、需要に応じて盤内配線の変更のみで回線を構成するために設けられる。また、集合型保安器を設置しておき、落雷・電力線との混触などの異常電圧から屋内機器を保護している。
設置する部屋は、盗聴などを防ぐため、必要な人間以外が立ち入らないように施錠しておかなければならない。機器の動作のための十分な電源、温度調節のための空調設備も必要である。さらに、機器の増設・入れ替えのための余裕ある空間の確保が望ましい。
主配電盤と表記されている場合もあるが、少なくとも通信関係法令では主配線盤が用いられる。（主配電盤は、受電設備において配線用遮断器・開閉器を収納する盤である）

## 電話局の主配線盤
電話局では中央集配線盤とも言い、通信線路と交換機との間で、配線・集線を行う。デジタル加入者線では、スプリッタで配線を分岐しDSLAMに接続する。またドライカッパを用いる直収電話サービスでも、ここから他の電気通信事業者の電話交換機に配線する。
無人化のため、通信回線による遠隔操作ロボットアームでジャンパーピンを抜き差しして、内部接続の変更が行えるものが実用化されている。

## 集合住宅・オフィスビルの主配線盤
外部から引き込んだ通信線路を収容し、各戸への配線を分配する。建築物の所有者から光収容の遠隔集線装置などの電気通信事業者の設備を設置する場所を無償提供する場合が多い。電力料金は契約により、無償提供・定額徴収・実需徴収の場合がある。
電気通信事業者との責任分界点が設けられる。ツイストペアケーブルの場合は、保安器または配線盤の端末側ねじ止め部分、光ケーブルの場合は、配線盤の光コネクタ部分である。
オフィスビルで全館を一社で占有している場合は、近辺に内線電話交換機 (PBX : Private automatic Branch eXchange) が設置されている場合が多い。
集合住宅の場合、電源容量・冷却装置・セキュリティが問題となることがある。また、区分所有の場合、共有部分であるので総会で決議しないと利用方法が決定できず、情報格差の原因となることもある。
設置される機器の例
- ケーブルテレビ : 増幅器・分配器
- FTTx : メディアコンバータ・VLANスイッチ

### 中間配線盤
中間配線盤（ちゅうかんはいせんばん）(IDF : Intermediate Distribution Frame) は、集合住宅・オフィスビル等で各階等の単位毎に設置される、個宅の「アウトレット」（モジュラージャック等）と主配線盤の間を中継する配線盤。
主配線盤と多芯ケーブルを予め接続しておき、端末配線の接続のみで回線の増設などを行えるようにするために設置されている。配線方式としては、主配線盤と中継盤それぞれとを直接結ぶ星型と、主配線盤から中継盤を複式に接続し一筆書きで結ぶものとがある。

## 光ケーブルの配線盤
- 光ファイバー終端装置（盤）(CTF : Cable Termination Frame) : 中継線路の光ケーブルの光ファイバー芯線を収容する盤。
- 加入者光ファイバー終端モジュール (FTM : Fiber Termination Module) : 加入者線路の光ファイバー芯線を収容する盤。
- 光回線終端装置 (ONU : Optical Network Unit) : 加入者側に設置される終端装置であり、網制御機能と光電変換機能とを持つ。